# Biserica de lemn din Bucea

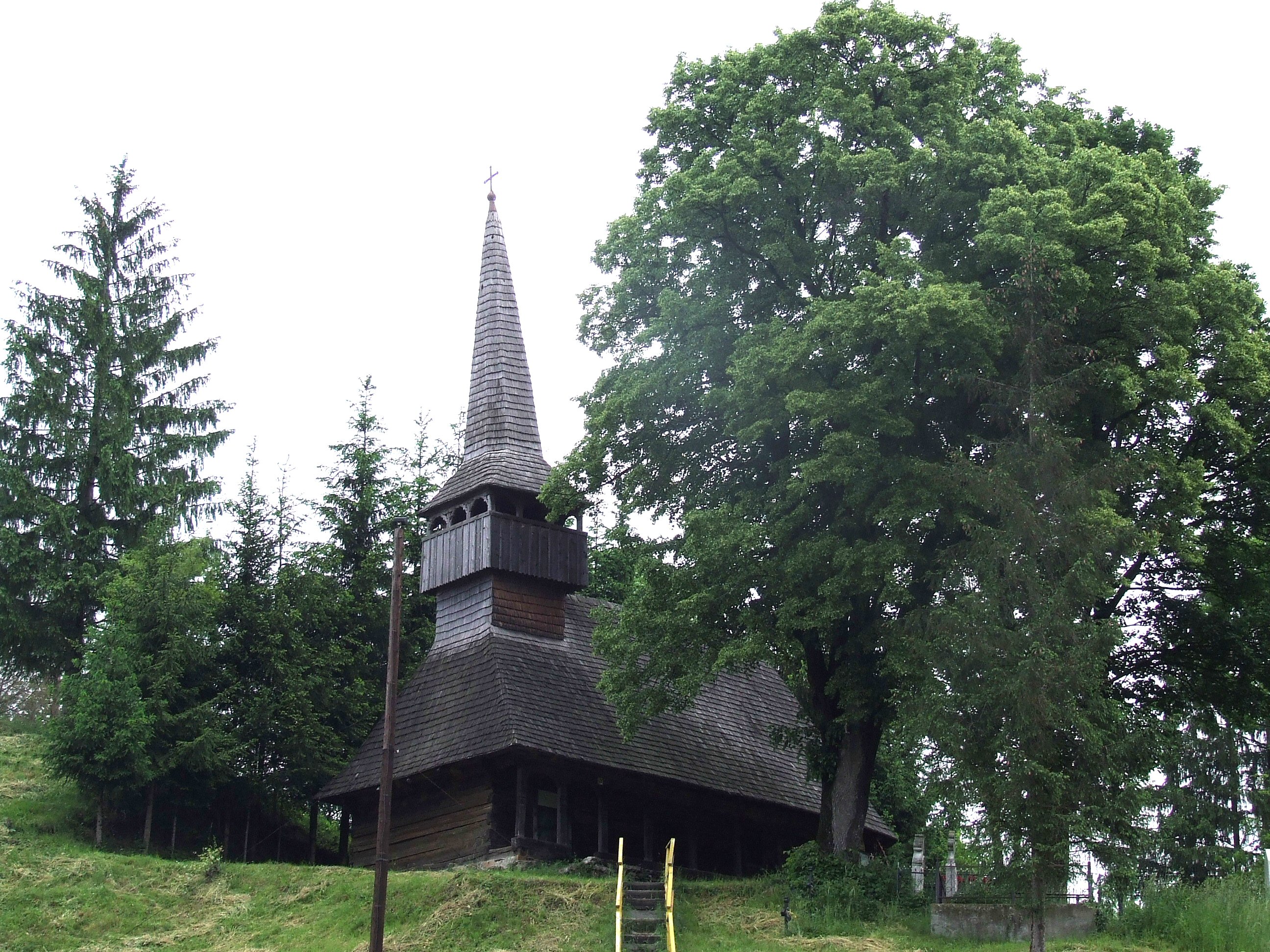
Biserica de lemn din Bucea, județul Cluj

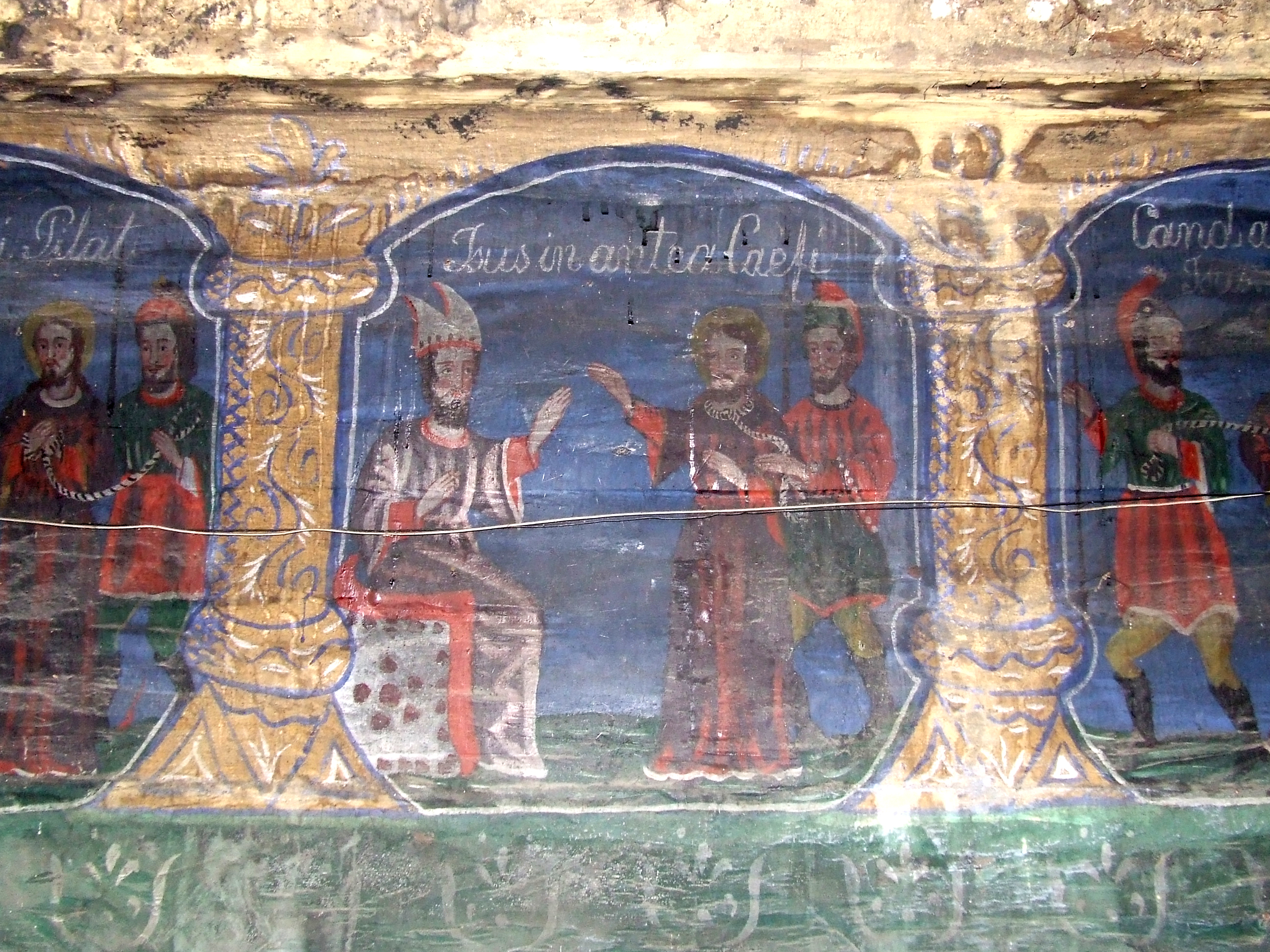
Biserica de lemn din Bucea, județul Cluj. Pictură interioară. Isus în fața lui Caiafa

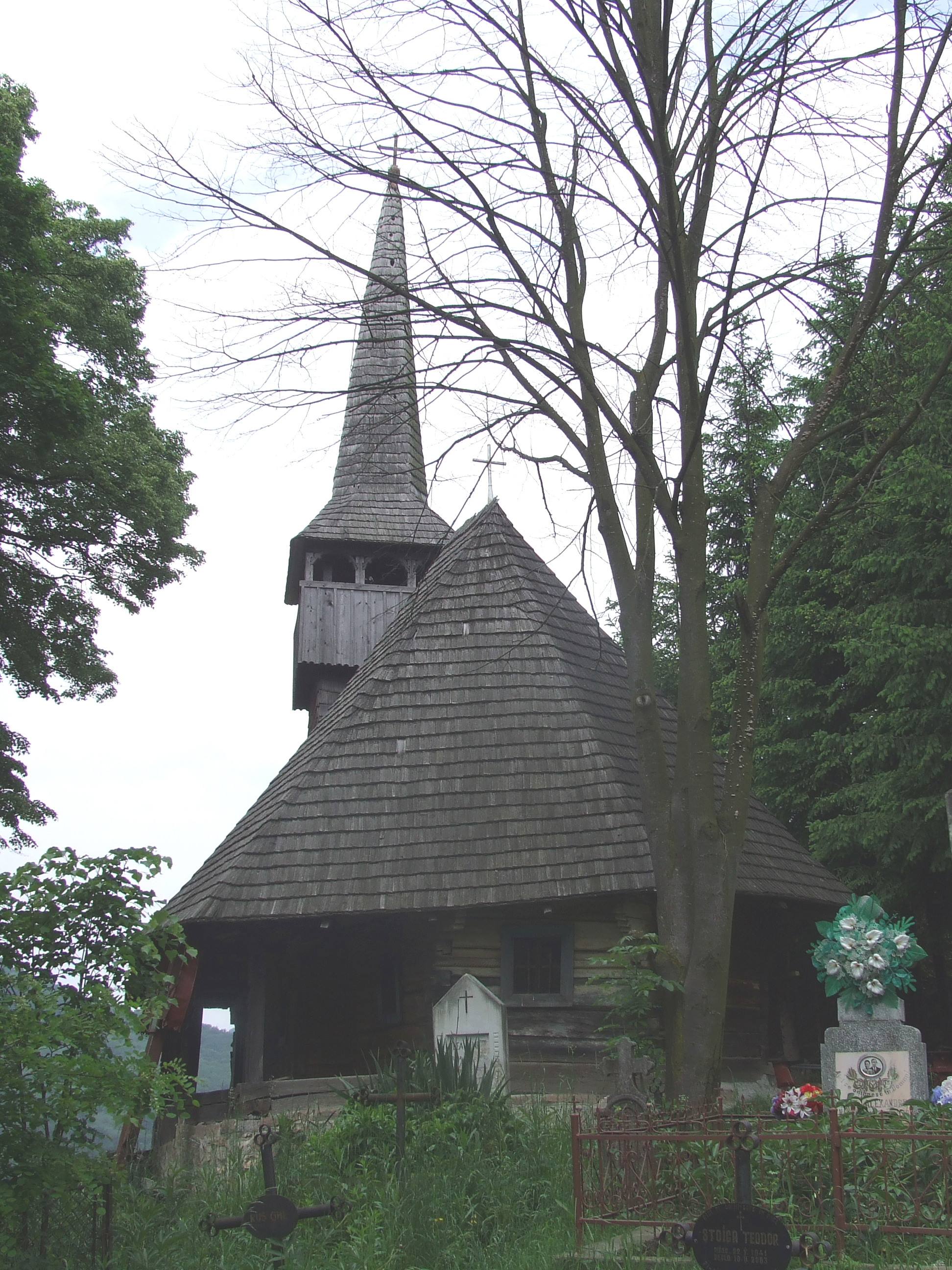
Biserica de lemn din Bucea, județul Cluj

Biserica de lemn din Bucea, județul Cluj, datează din anul 1791, conform unei inscripții . A fost pictată de către Dionisie Iuga - „cantor et zugrav de Nicola” în anul 1880. Are hramul „Adormirea Maicii Domnului”. Biserica se află pe noua listă a monumentelor istorice sub codul LMI: cod LMI CJ-II-m-B-07539.

## Istoric
Pe dealul Gorban, foarte aproape de șoseaua care face legătură între Cluj-Napoca și Oradea, se află biserica de lemn din Bucea. Tradiția locală spune că biserica a fost construită de primele șapte familii de creștini ortodocși din sat pe la 1791, fapt întărit și de înscripțiile aflate pe o bârnă de la intrarea în biserică .
În anul 1880 biserica este pictată de către Dionisie Iuga, conform inscripției pictate pe iconostasul bisericii. Inscripția aflată pe iconostasul bisericii este următoarea: „Santa bis. sa zugrăvitu în vara a. 1880 sub stăpanitoru F:Josif I imp și rege! Mironu Romanulu arch. și Mitropolitu Ioanu Melianu Eppu. Teodoru Filipu Administratoru Protopopesc Simeonu Butiri adm. paroch!!! Georgiu Darabanu Notariu cerc. Ilea Toderu Alexi titoru Ilea Mihaiu burzuc jude com: Ilea Gavril cant Adolf Spitz armd și membr. com! Dionisiu Juga cant: et Zugrav de Nicola.”
Anul picturii mai este amintit și pe bolta naosului, în medalionul ce conține porumbelul, simbolul Duhului Sfânt, dar și pe balconul corului, unde este pictat Sfântul Prooroc Ilie.
În „Dicționar de pictură veche românească din Transilvania”, Marius Porumb afirma că zugravul Dionisie Iuga face în 1880 doar lucrări de renovare a picturii.
Biserica a fost sfințită de un episcop abia în anul 1962 - mai exact de către P.S. Valerian Zaharia al Oradiei. Înainte de această sfințire, în anul 1958, biserica a fost reacoperită cu șindrilă. Acoperișul a mai fost reparat încă o dată înainte de 1988, prin grija părintelul Mircea Dejeu, pe cheltuiala credincioșilor, a Arhiepiscopiei Clujului, Vadului și Feleacului precum și a protopopiatului Huedin.
Resfințirea a avut loc în 23 octombrie 1988, de către P.S. Iustinian Maramureșanul, episcop ortodox al Vadului, Feleacului și Clujului .

## Trăsături
Biserica de lemn din Bucea este construită din lemn de stejar. Formată din naos și pronaos de formă dreptunghiulară, cu absida altarului decroșată, poligonală cu patru laturi, având în partea de sud o prispă cu 9 stâlpi, biserica este un edificiu de dimensiuni medii. Tot pe partea de sud se face și accesul în biserică, printr-un portal frumos ornamentat cu crestături, motive geometrice și spirale. Biserica este ornată și cu motivul des întâlnit al funiei răsucite.
Acoperișul este unul singur, în prelungire, atât pentru naos și pronaos, cât și pentru altar. Biserica este acoperită cu sindrilă. Deasupra pronaosului se află clopotnița bisericii. Turnul are o galerie deschisă, fiind acoperit cu un coif cu baza pătrată.
În interior, pronaosul este decorat cu picturi ce reprezintă pilda celor cinci „fete nebune” și celor cinci „fete înțelepte”. Pronaosul este podit, existând un mic orificiu destinat tragerii clopotelor. Trecerea între naos și pronaos se face printr-un portal interior, frumos decorat cu sculpturi și acesta. În zidul despărțitor s-au practicat obișnuitele orificii prin scoaterea din perete a câtorva grinzi, facilitând astfel accesul femeilor la slujbă.
Naosul are o boltă semicirculară, pictată, remarcându-se arc-dubloul, fără ornamente sculptate, doar pictate; aceeași situație întâlnindu-se și la biserica de lemn din Valea Crișului. Sunt pictați cei patru evangheliști pe bolta bisericii. Corul, este decorat cu o pictură ce îl reprezintă pe Sfântul Prooroc Ilie.
Iconostasul, este împodobit cu picturi ce reprezintă cei 12 apostoli, în partea superioară a acestuia aflându-se o icoană de o formă mai puțin întâlnită, ovală, reprezentându-l pe Isus răstignit.
Preotii slujitori intră din naos în altar fie prin ușile împărătești din centru, uși care înfățișează Buna Vestire (pe una din ușile împărătești e pictată Maicii Domnului, iar pe cealaltă Arhanghelului Gavriil), fie prin una dintre ușile diaconești, aflate de o parte și de alta a celor împărătești.

## Imagini

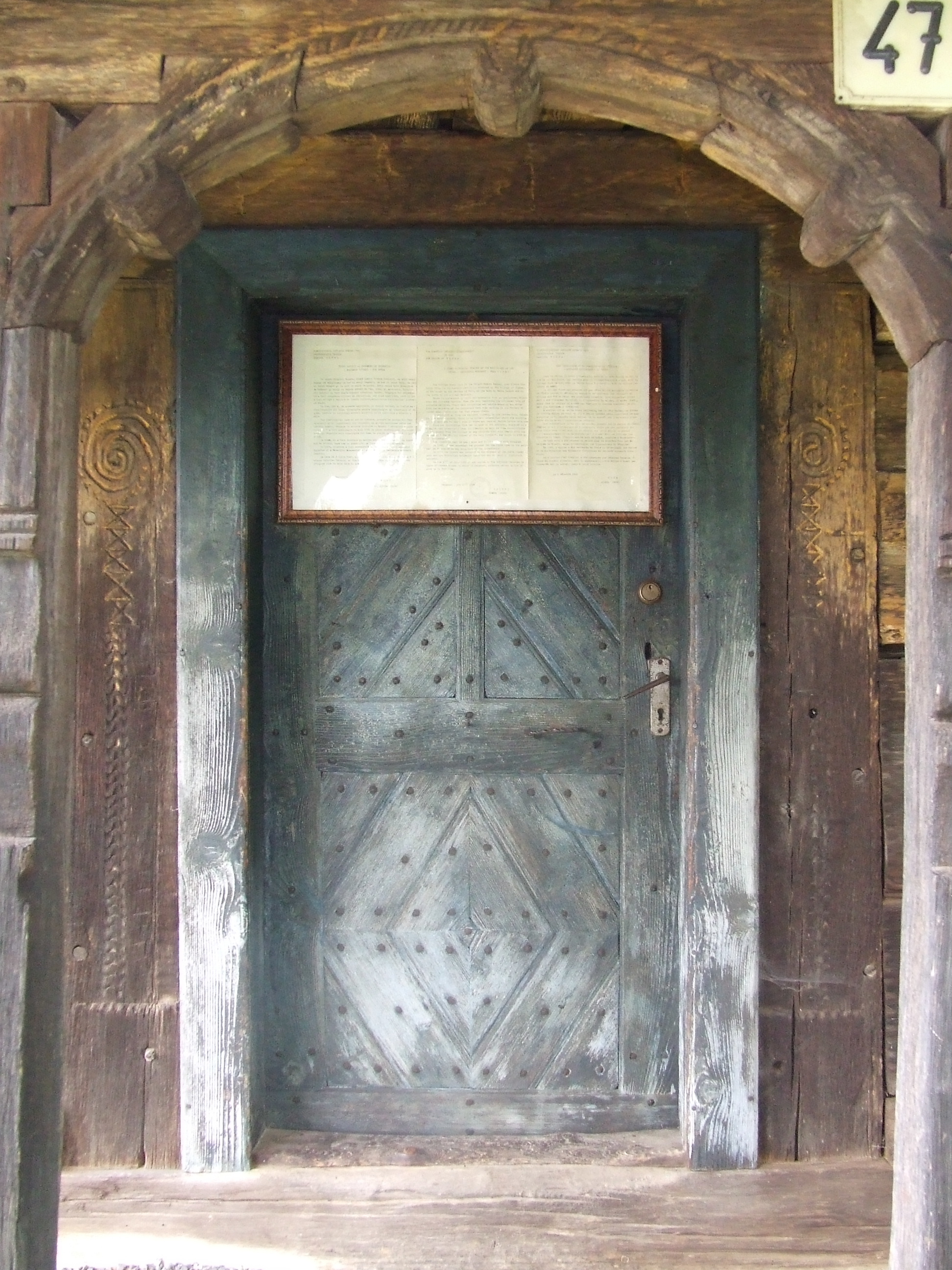
Intrarea în biserică
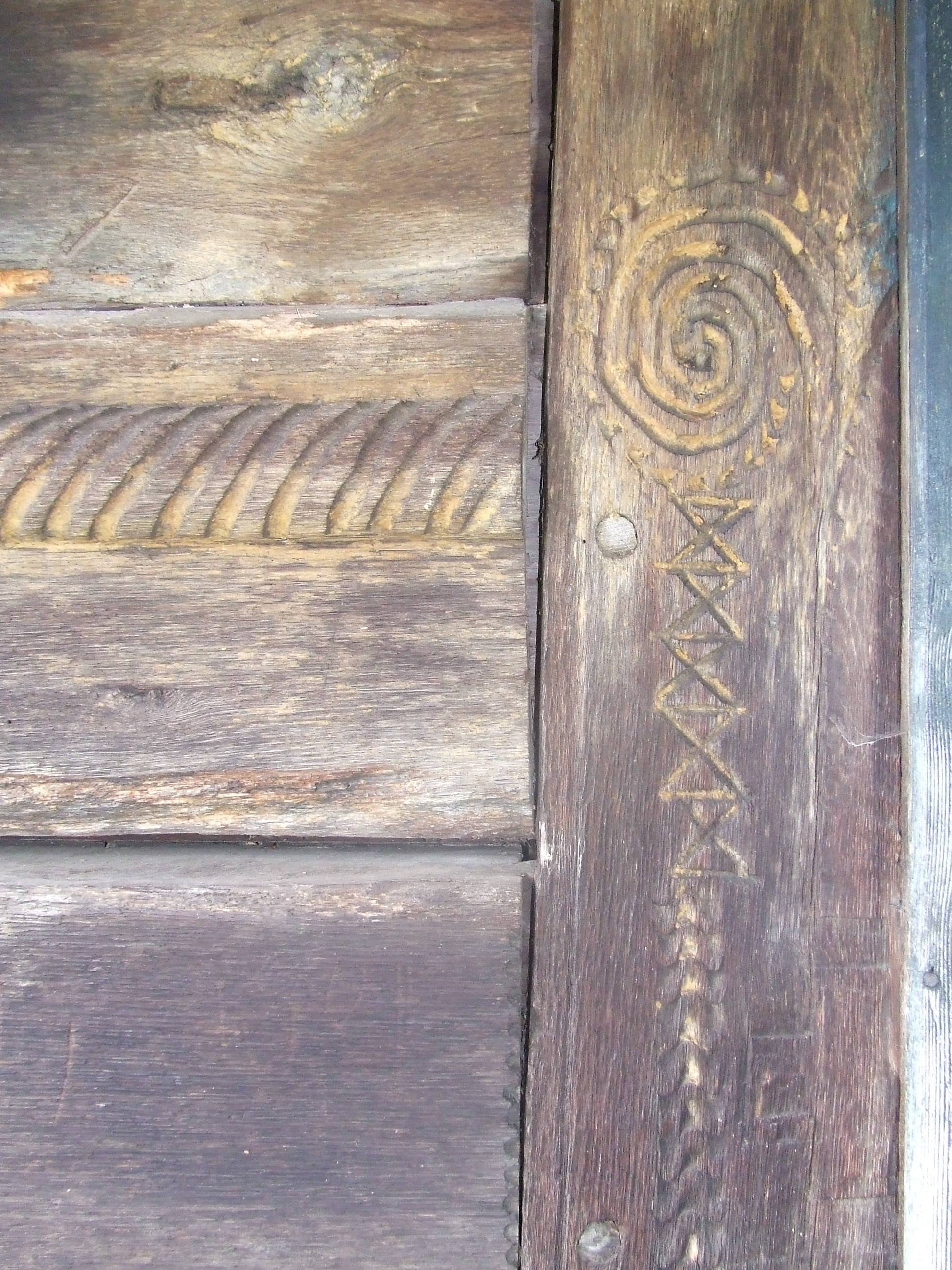
Detaliu portal intrare
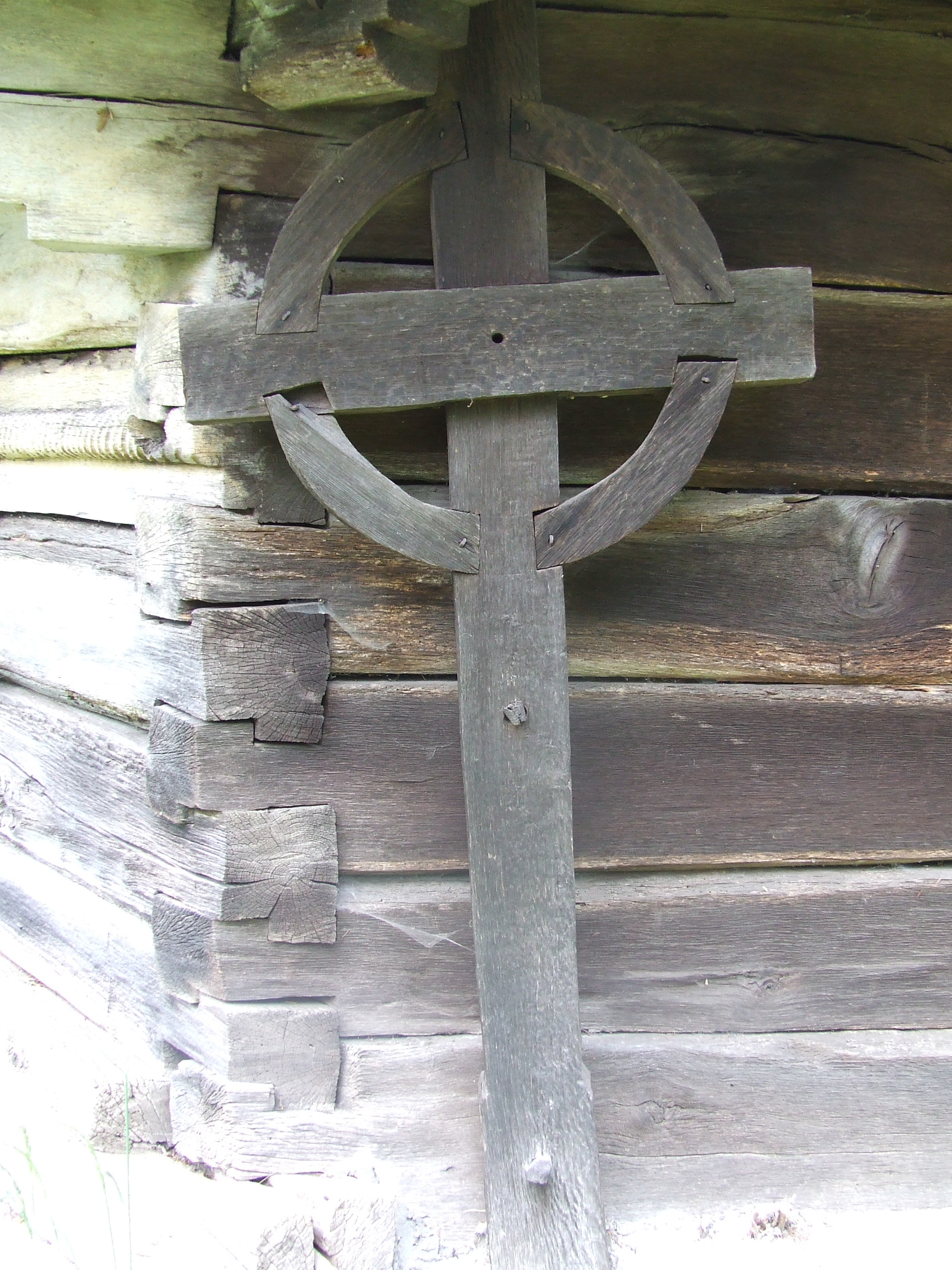
Cruce pe peretele altarului
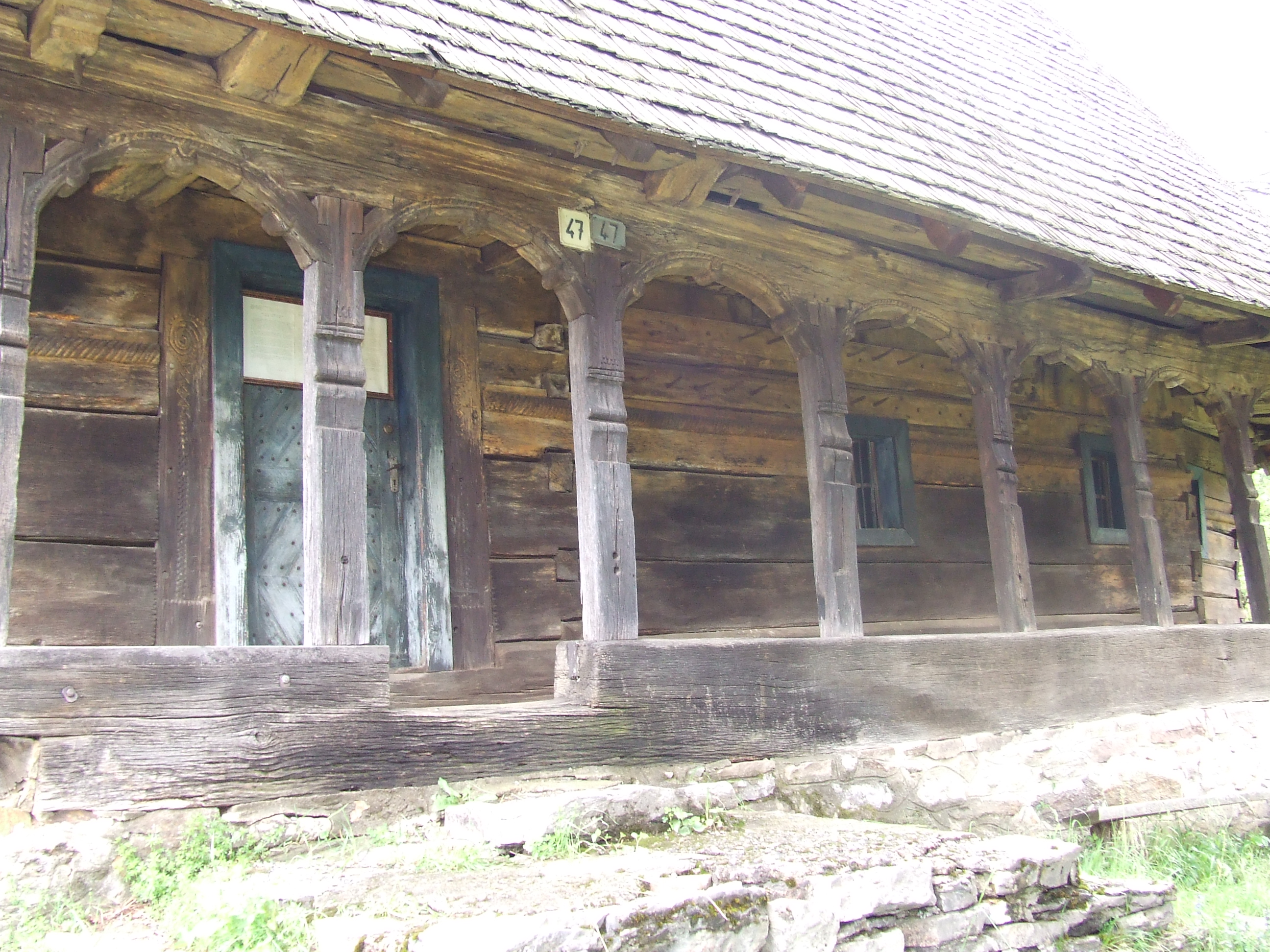
Prispa bisericii
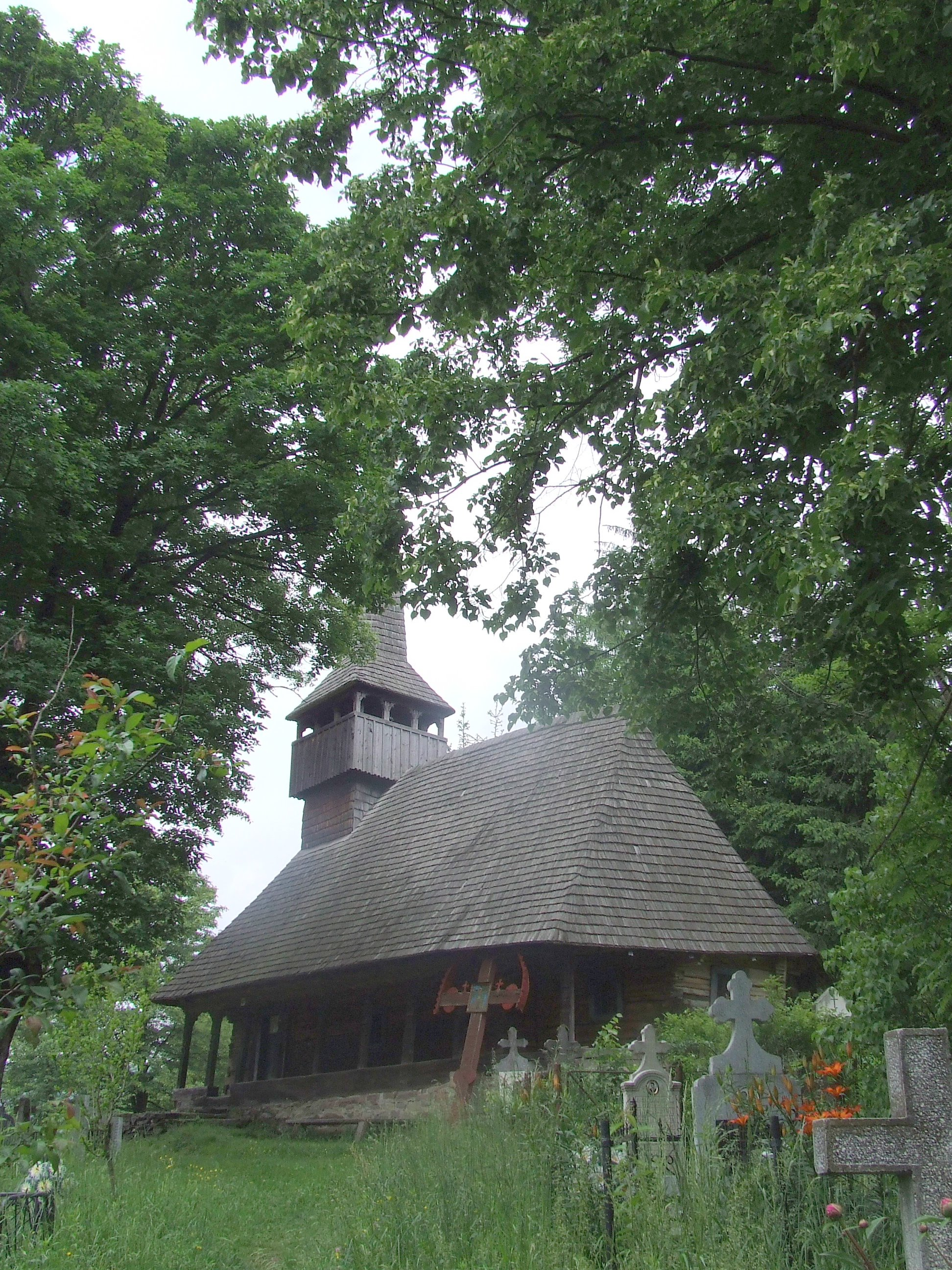
Vedere de ansamblu
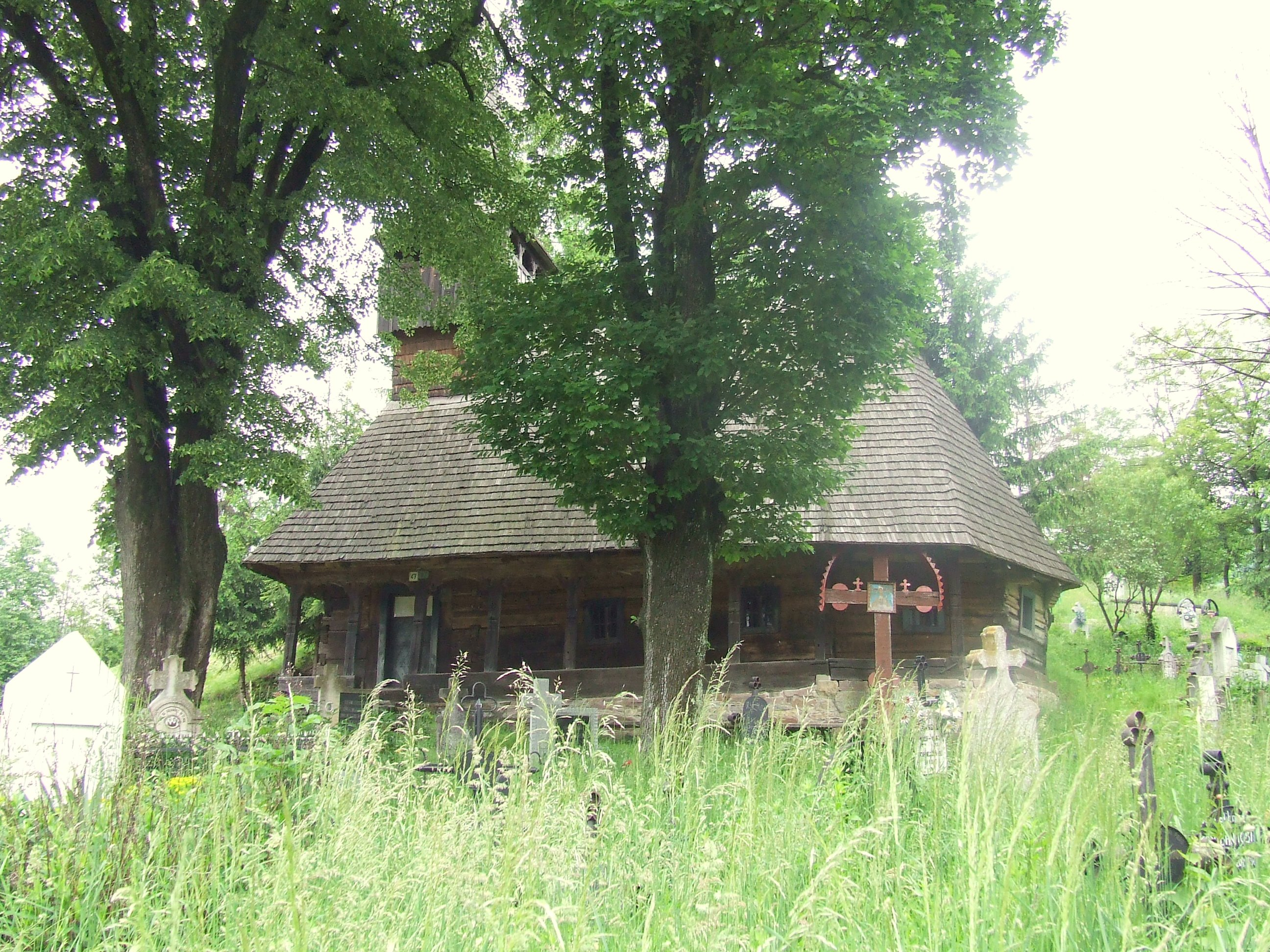
Vedere a părţii sudice a bisericii
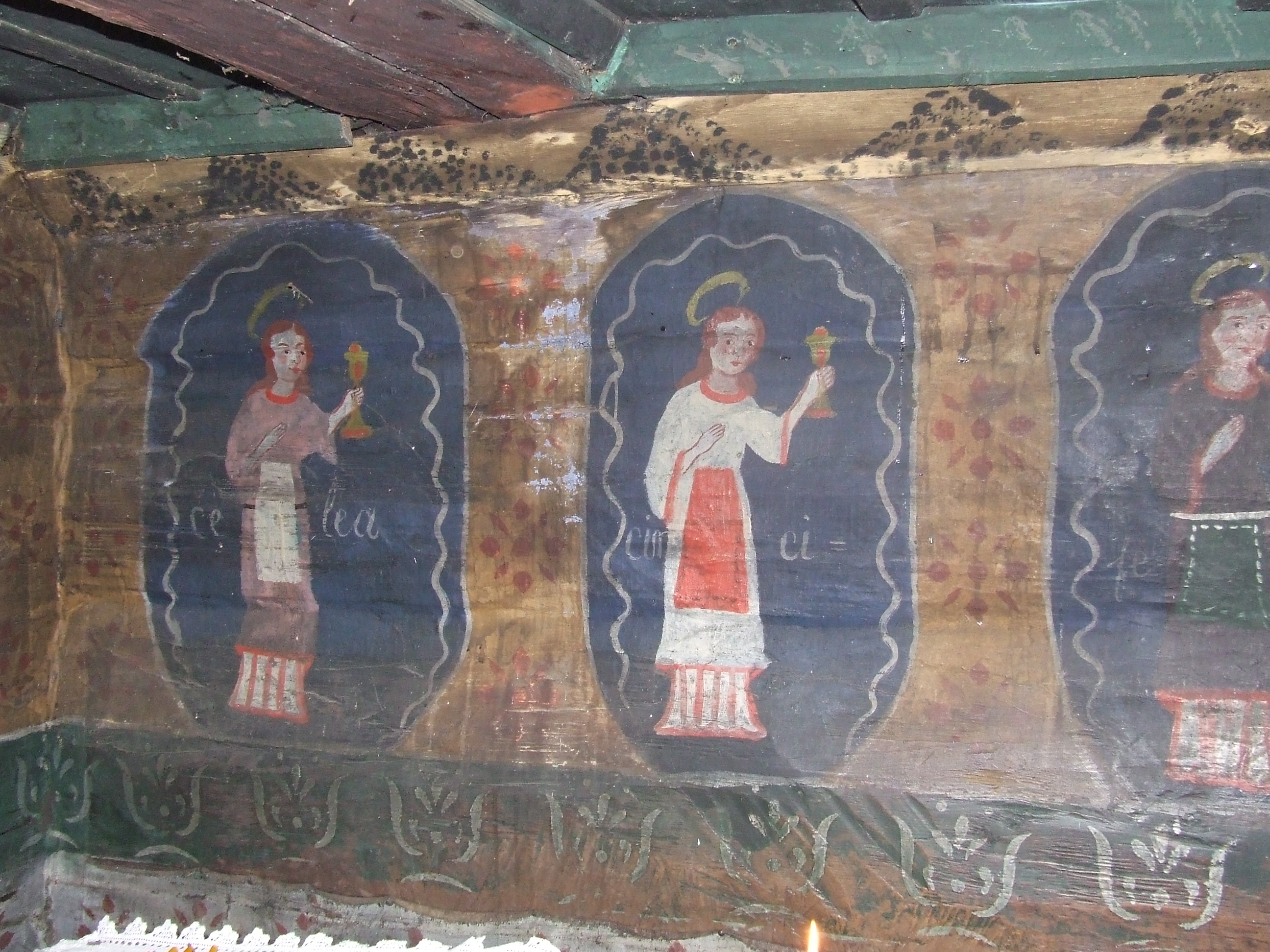
Pictura din pronaos
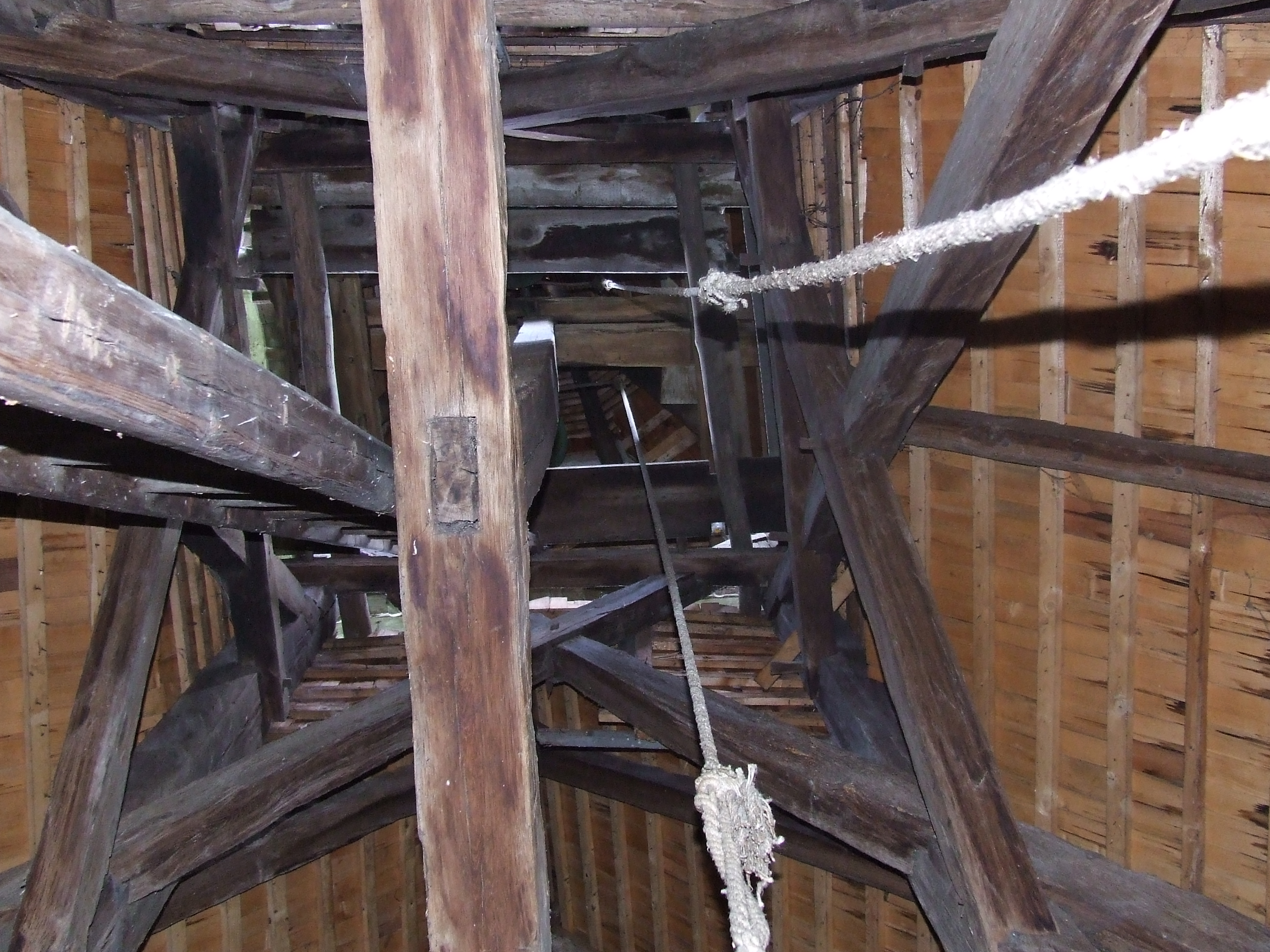
Imagine din interiorul turnului
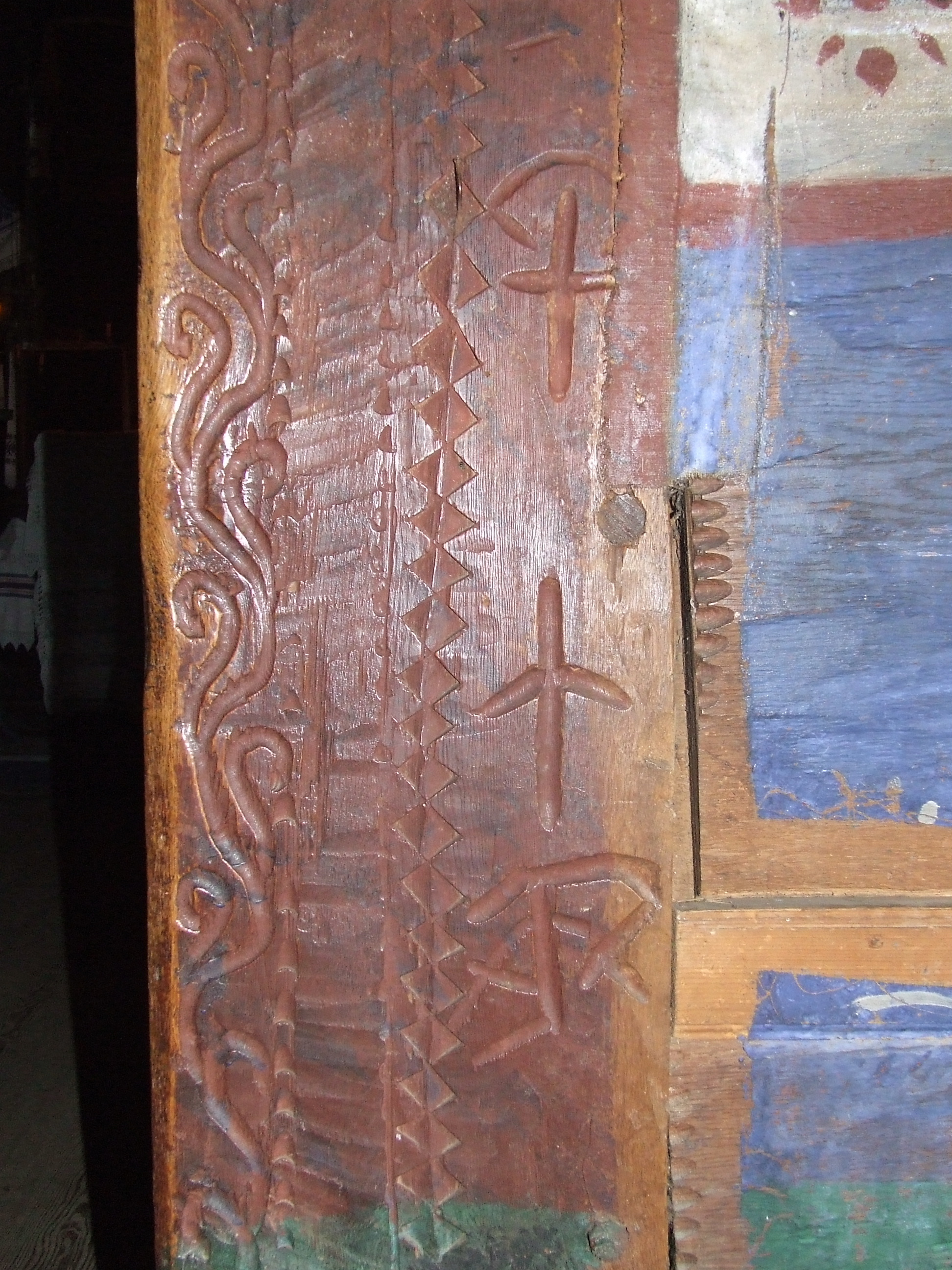
Detaliu portal interior
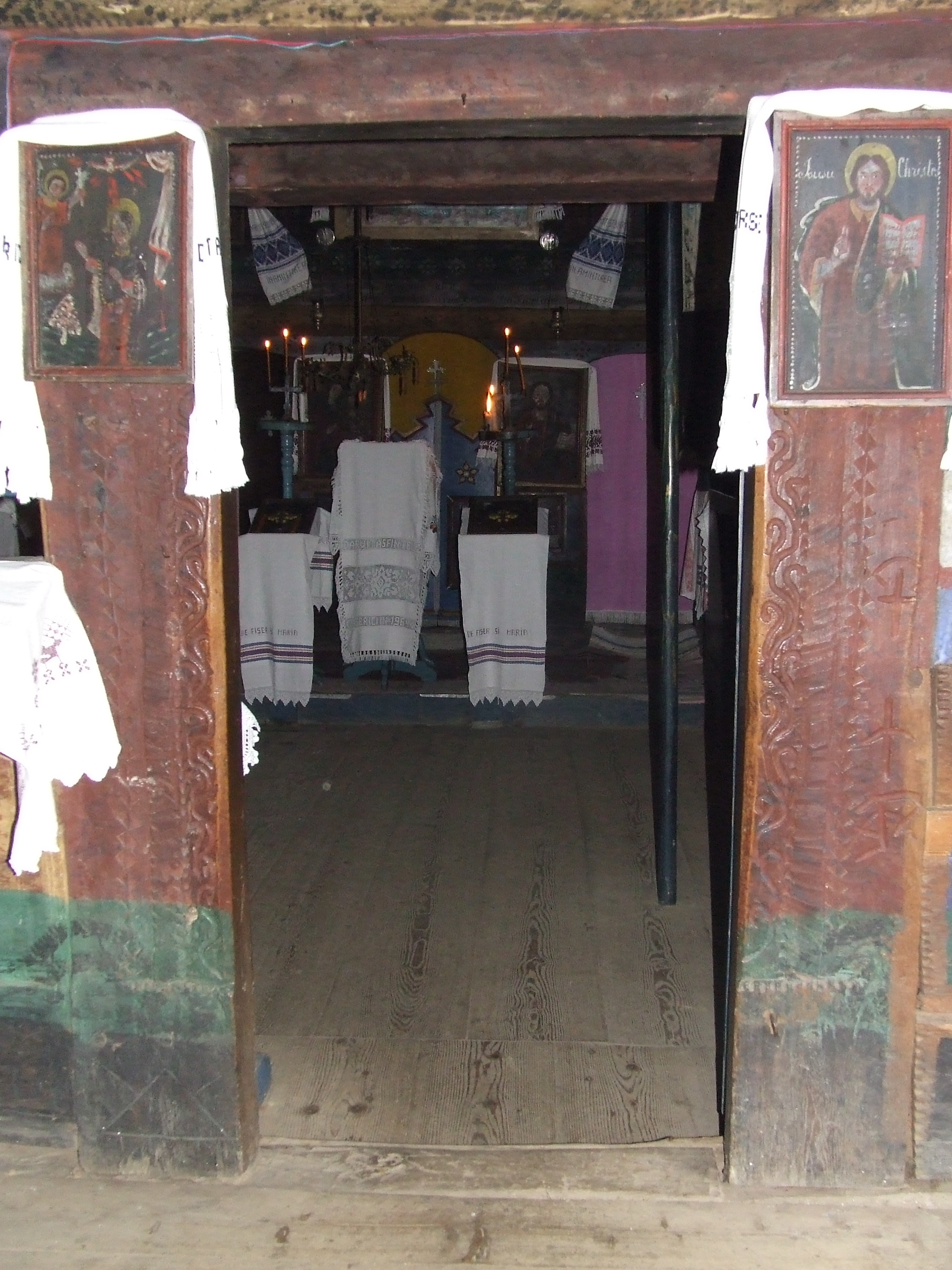
Portalul naosului
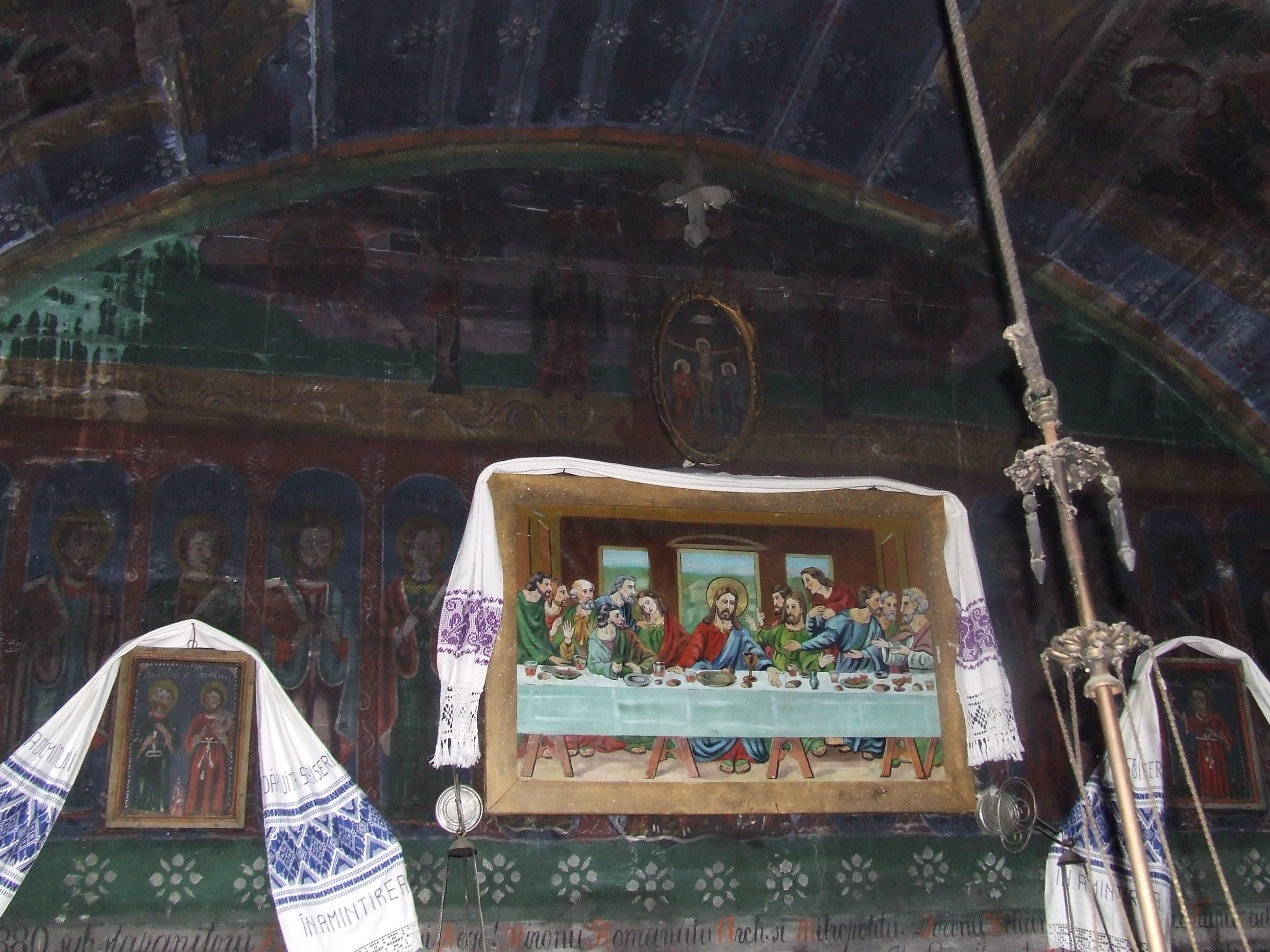
Iconostasul
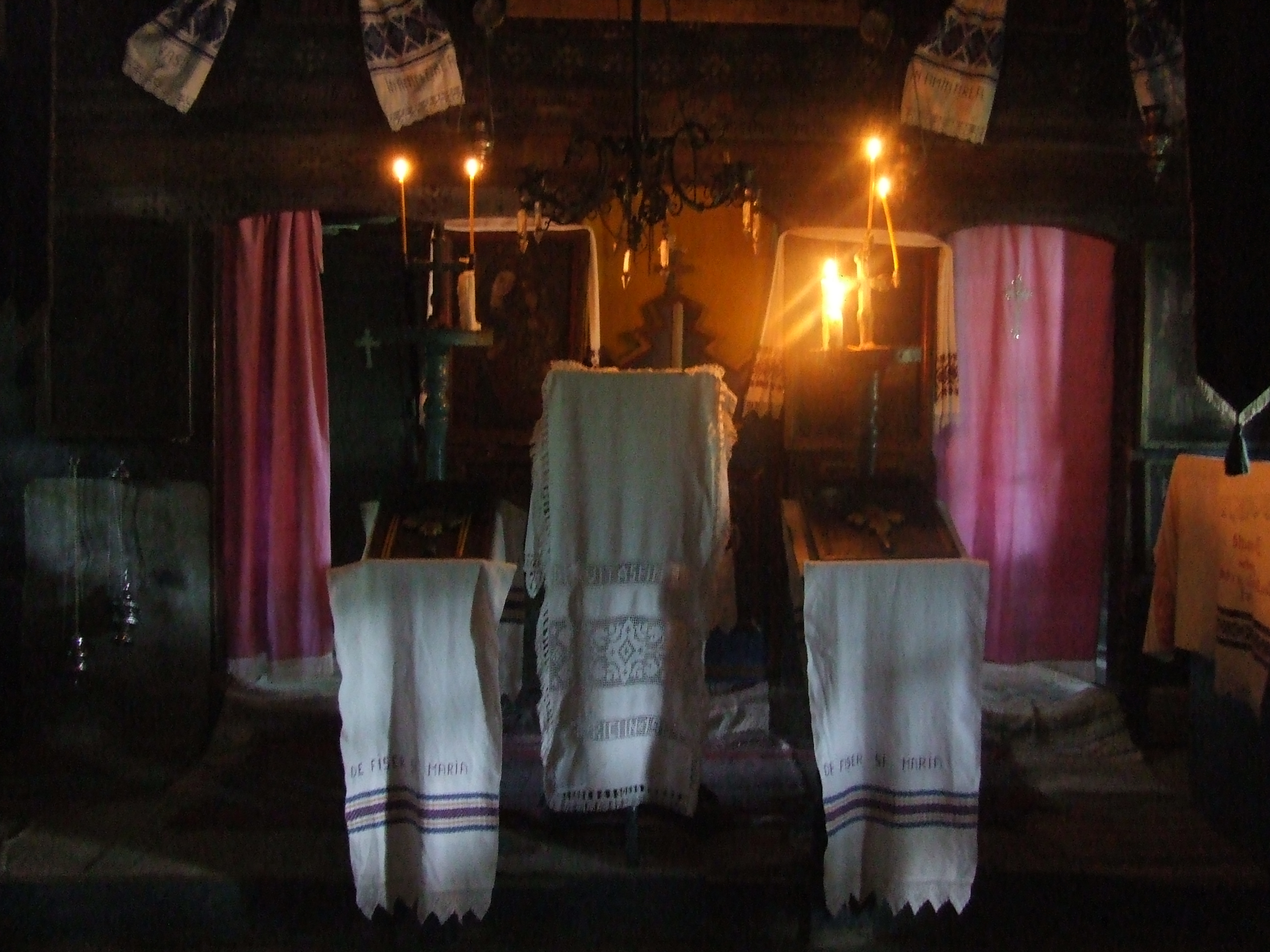
Partea inferioară a iconostasului la lumina lumânărilor
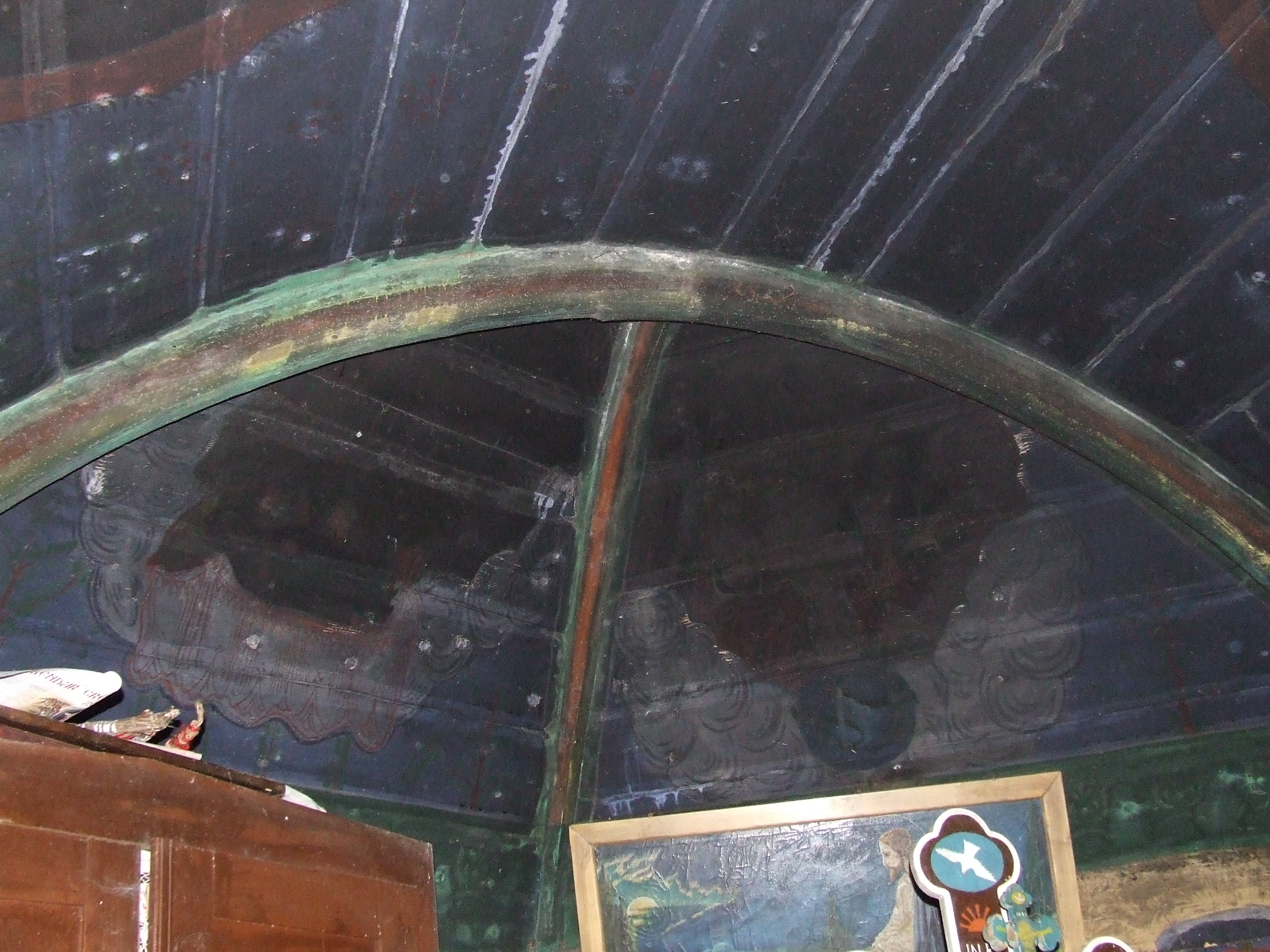
Bolta altarului
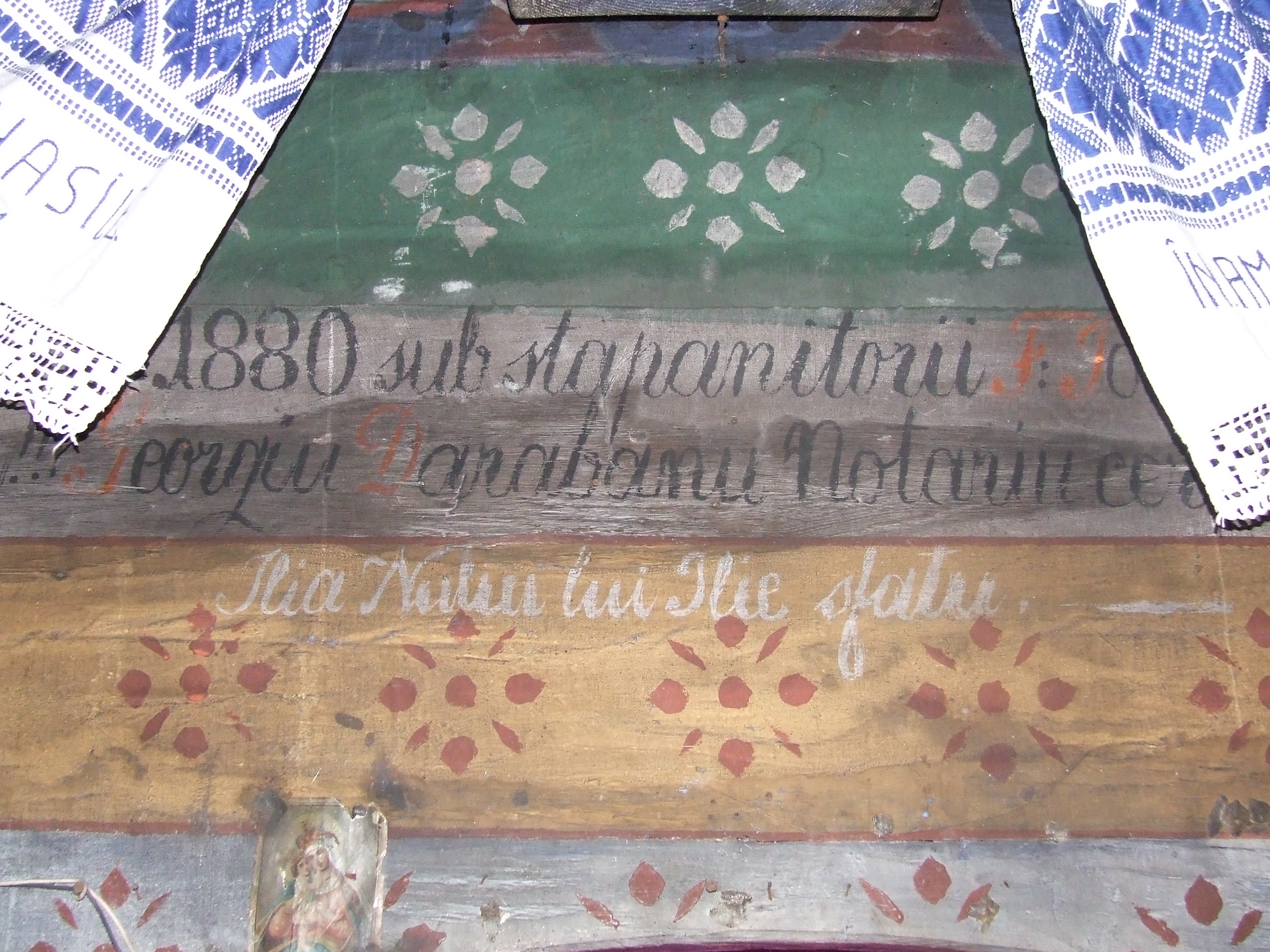
Fragment din inscripţia de pe iconostas
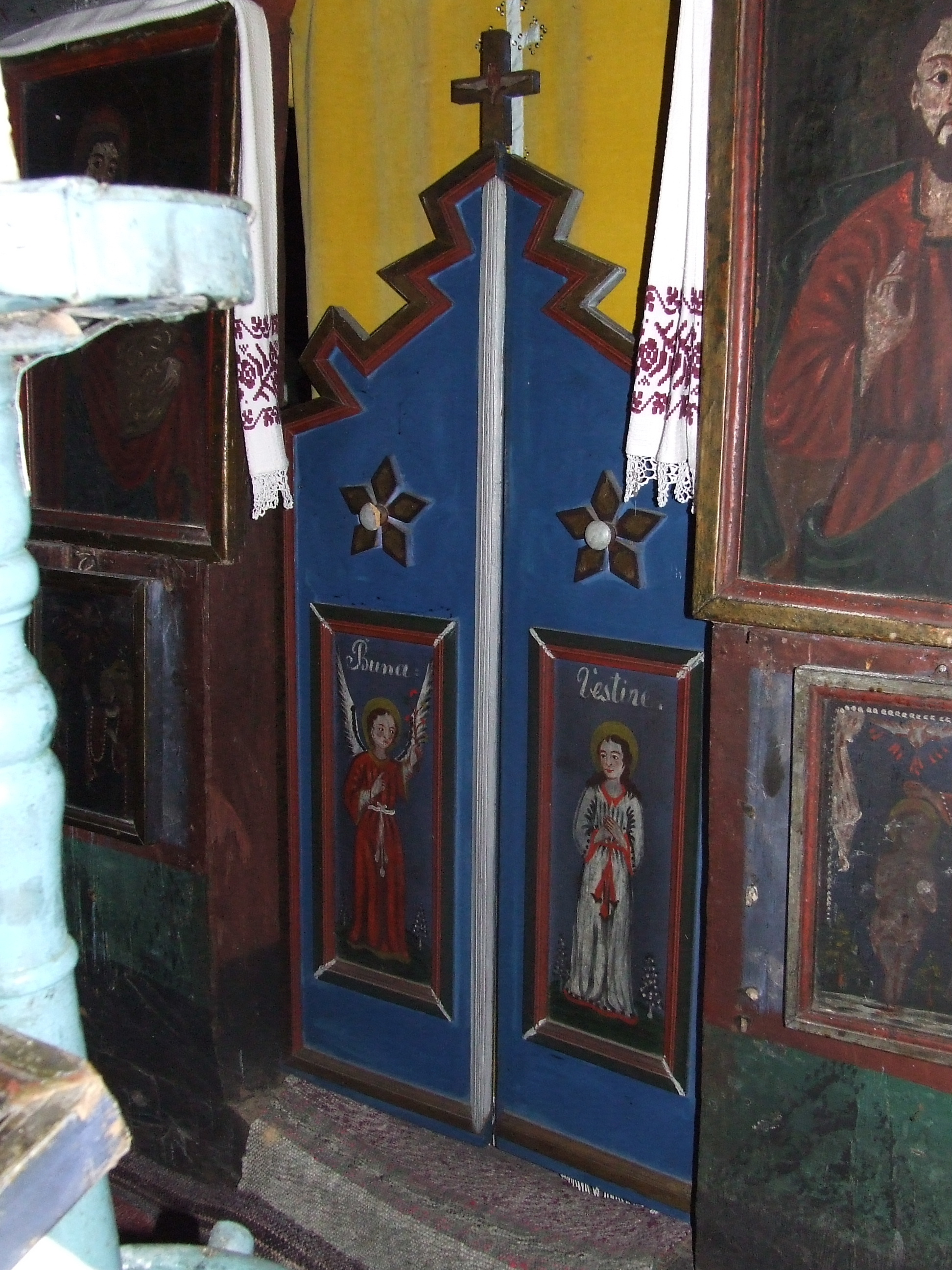
Uşile împărăteşti
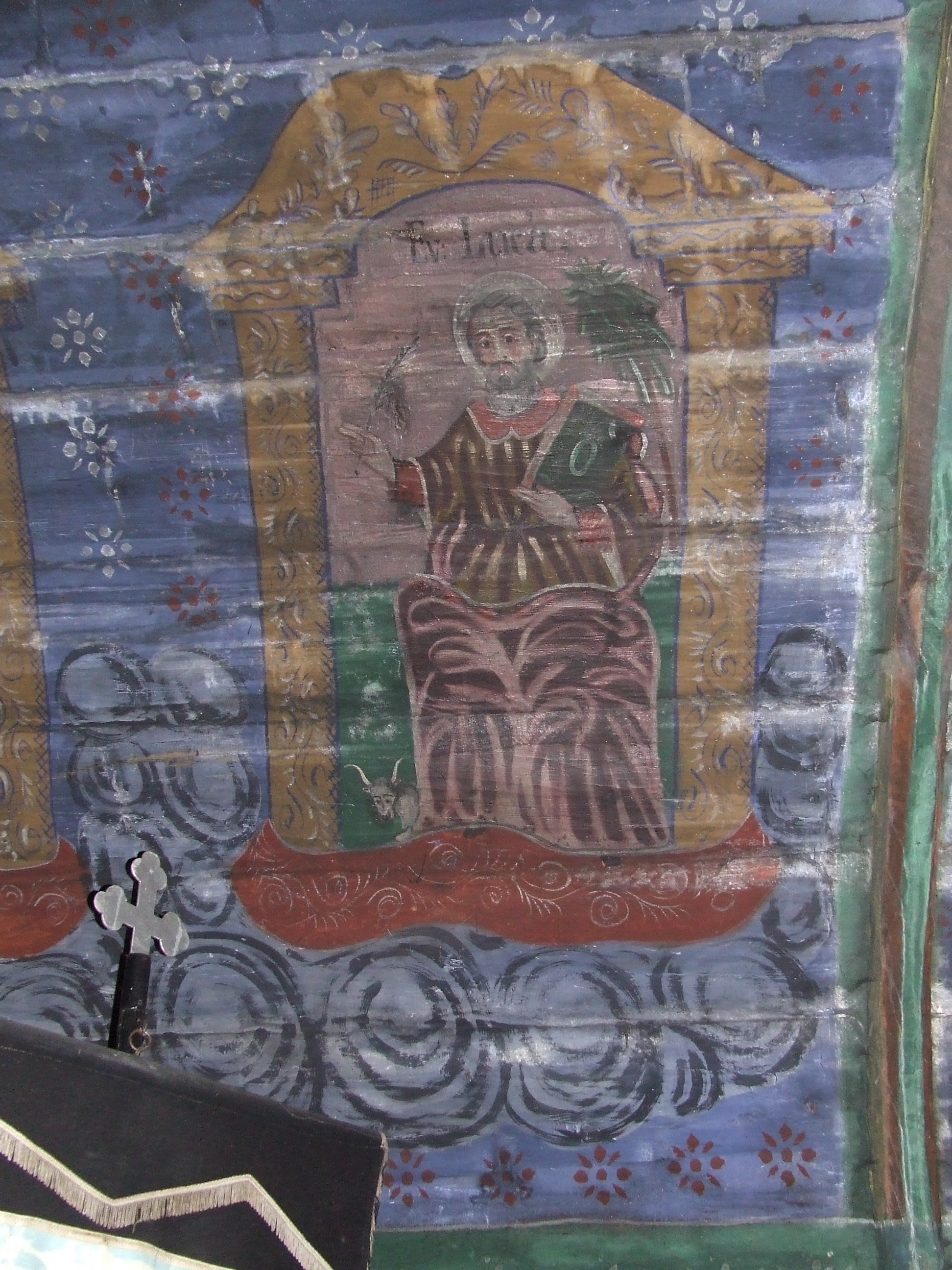
Sf. Ev. Luca
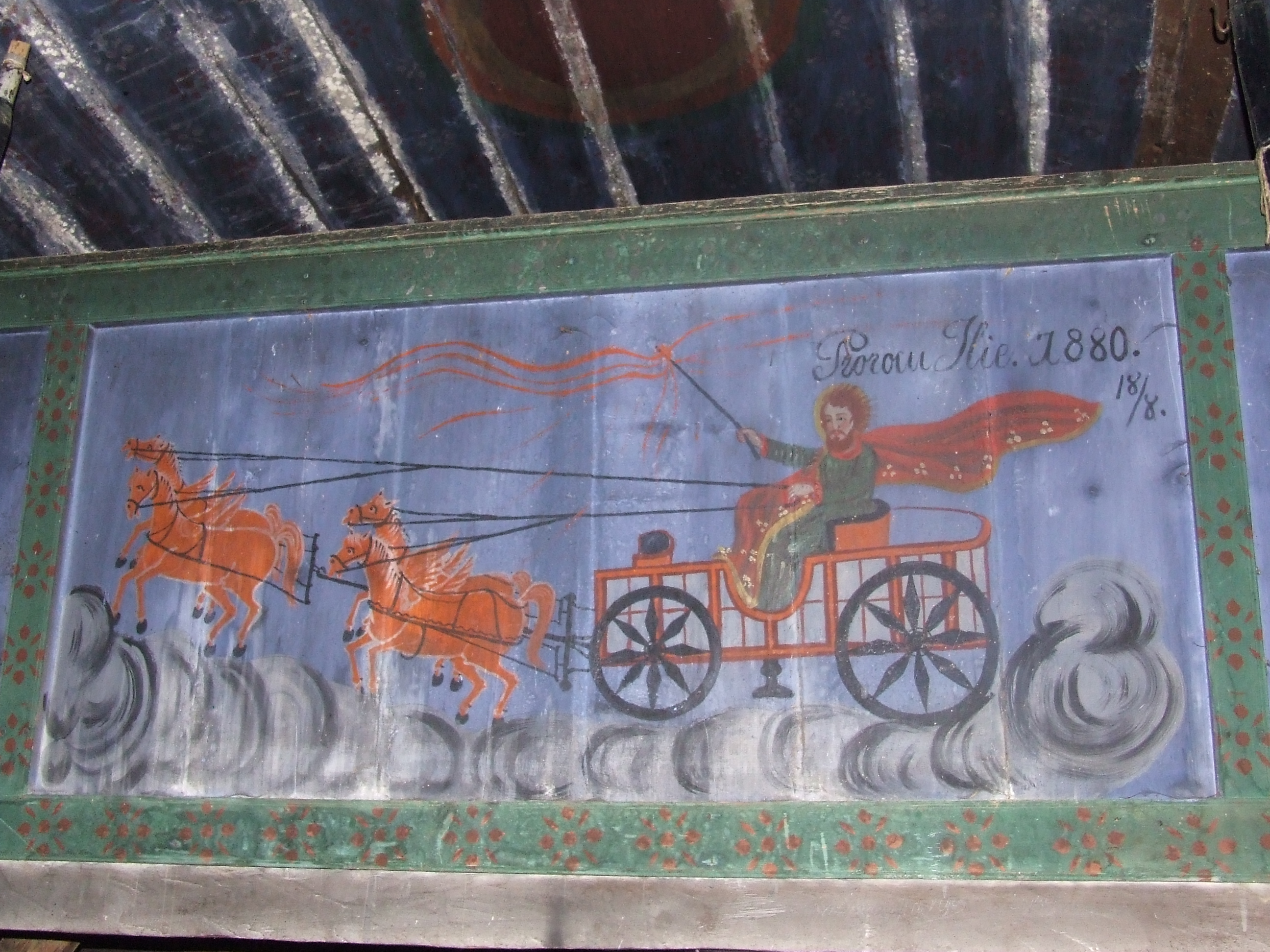
Sf. Prooroc Ilie
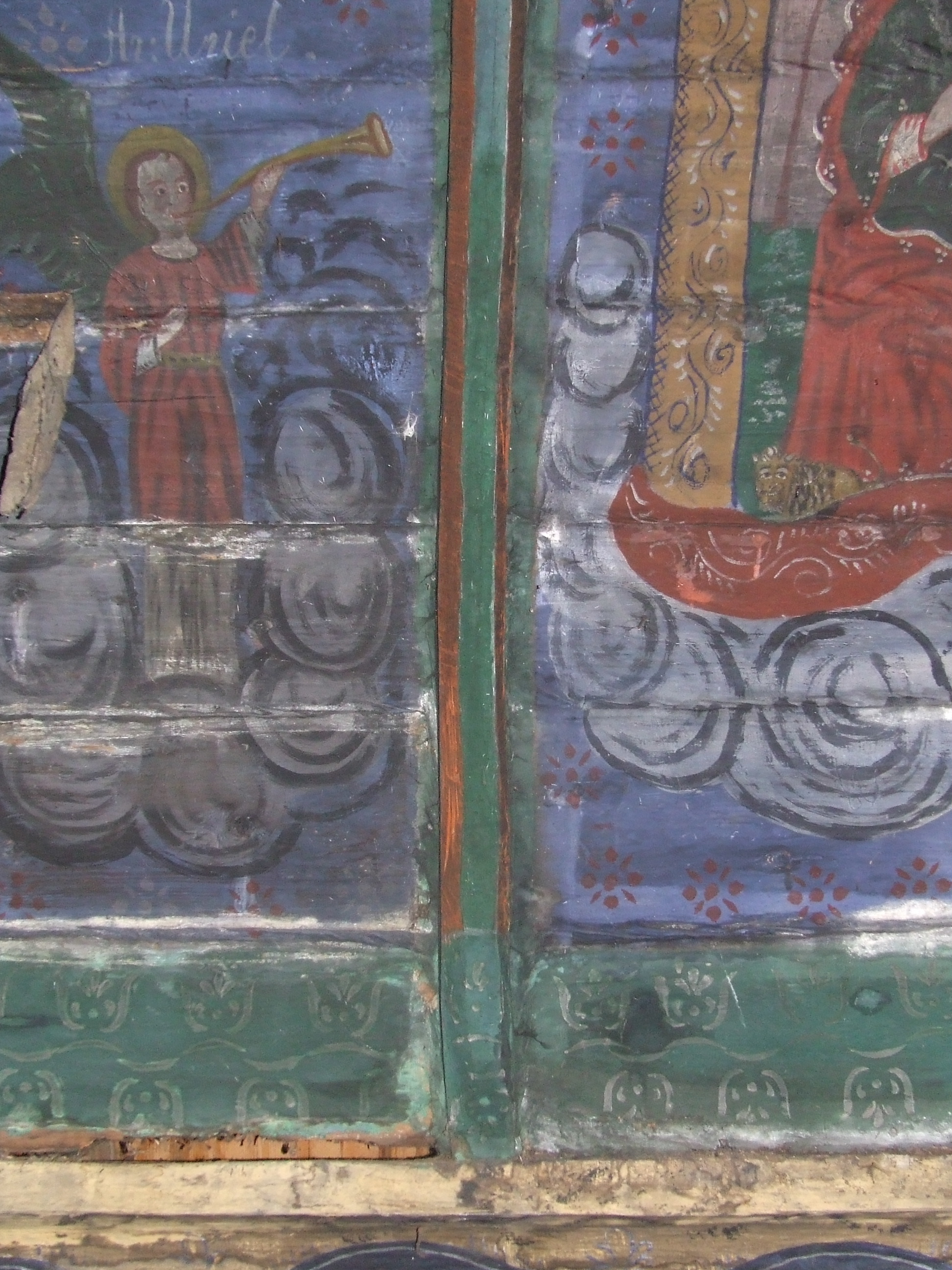
Arc-dubloul
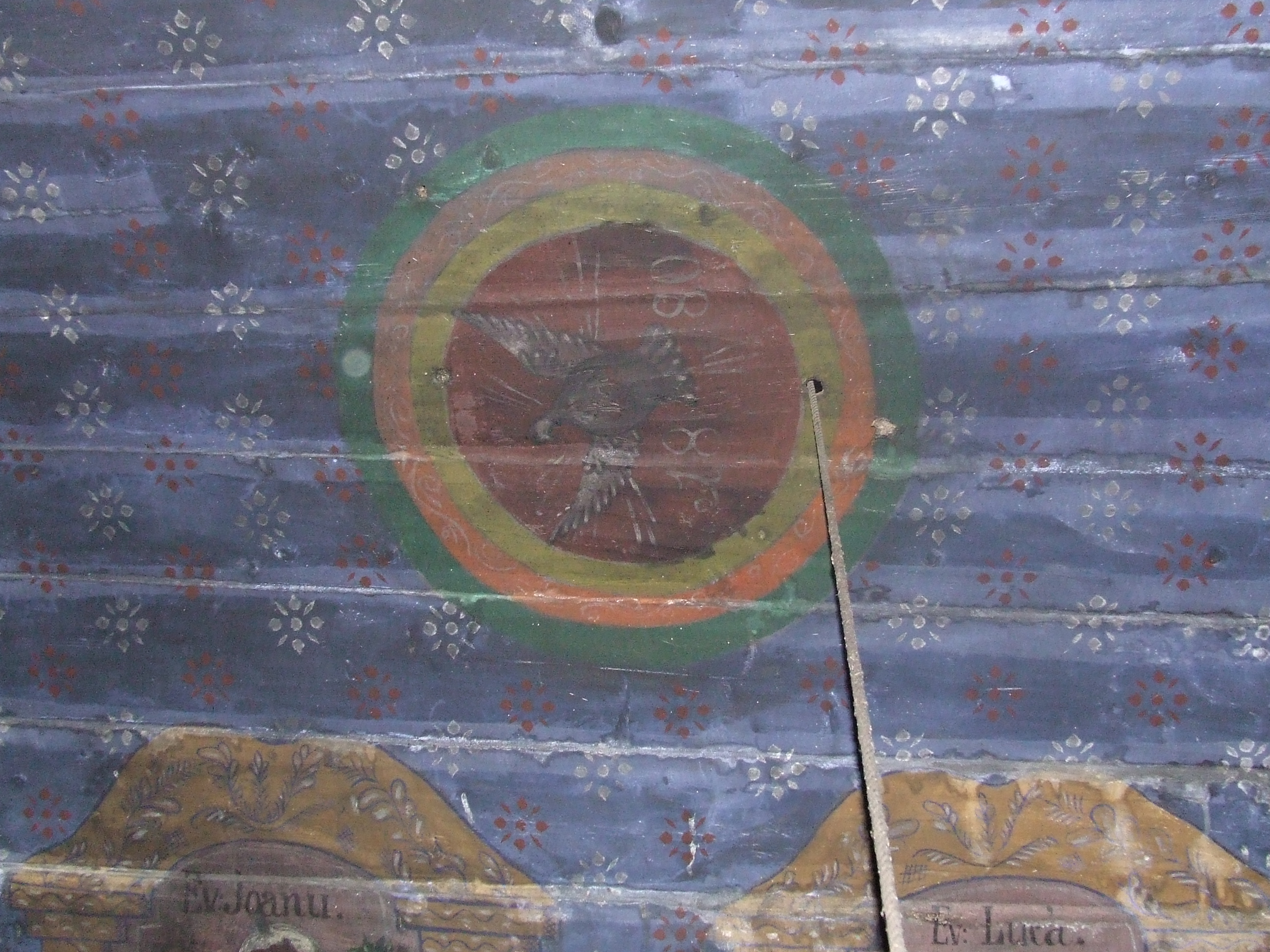
Sf. Duh
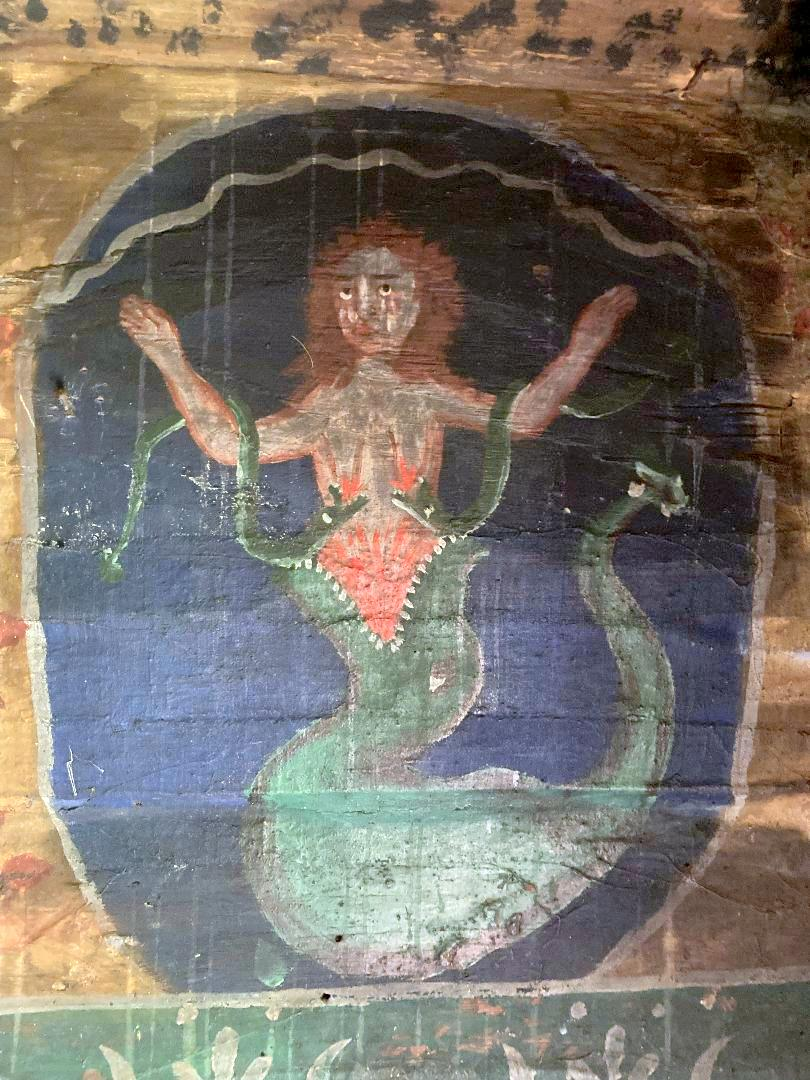
Pictură din pronaos
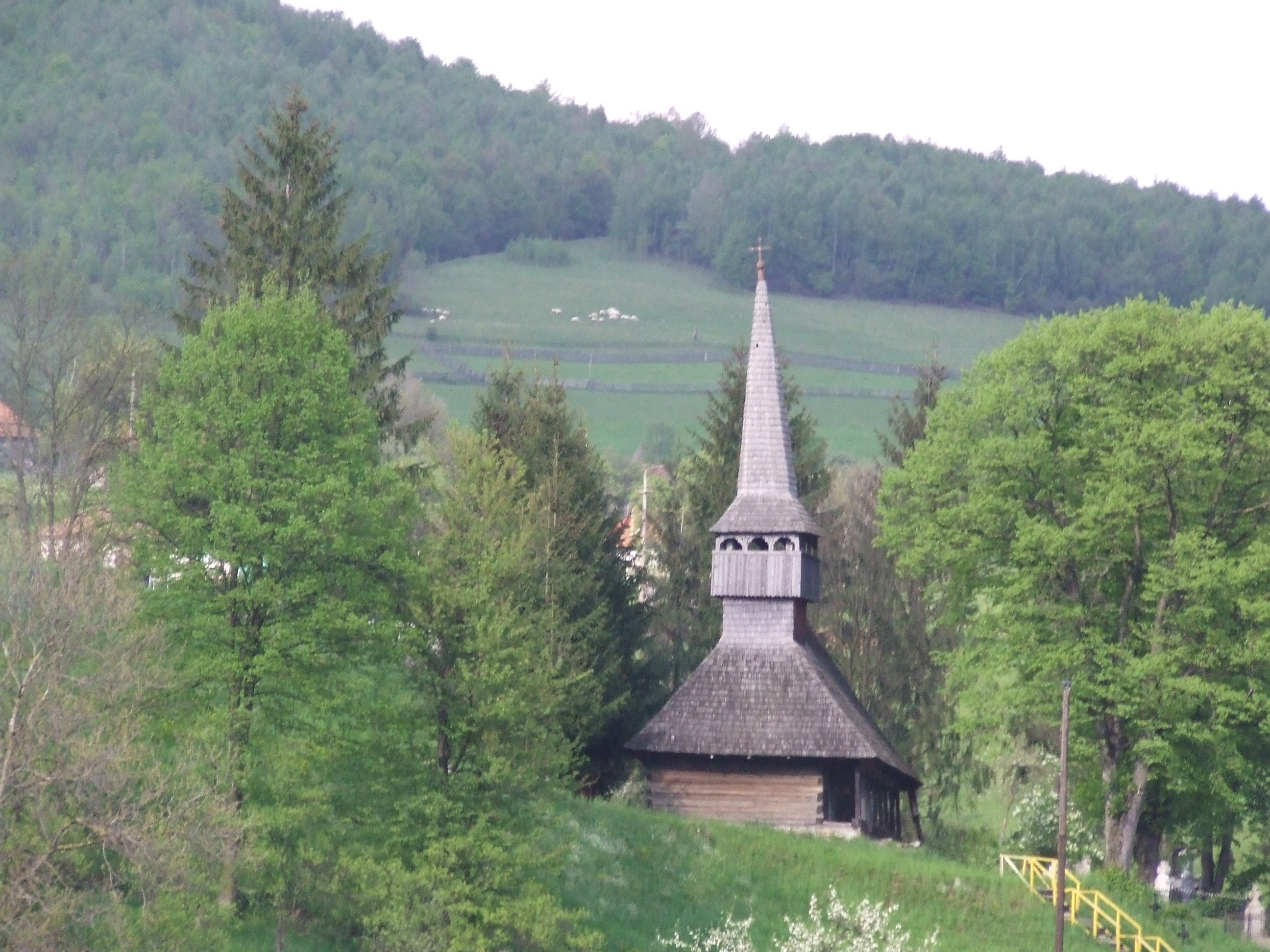
Imagine de ansamblu